# Леванидов, Пётр Александрович
Пётр Александрович Леванидов (24 июня (6 июля) 1864, Архангельская губерния — 1937, Архангельск) — волостной старшина, депутат IV Государственной думы Российской империи от Архангельской губернии (1912—1917), комиссар Временного правительства (1917). Отец эсера Я. П. Леванидова.

## Биография

### Ранние годы. Волостной старшина
Пётр Леванидов родился 24 июня (6 июля) 1864 года в деревне Климовская Паденческой (Паденьгской) волости Шенкурского уезда Архангельской губернии (по другим данным — в самой деревне Паденьга) в крестьянской семье Александра Степановича Леванидова, бывшего сельским писарем и старостой, а также смотрителем Паденьгской удельной дачи. Пётр получил начальное домашнее образование («грамоте учился дома»), поскольку ближайшее училище находилось в 20 верстах от деревни.
В 1887—1889 годах Леванидов служил писарем в селе. Затем он почти 17 лет был лесным смотрителем удельного ведомства (по другим данным — только с 1899 года). В 1905 году, во время крестьянских волнений Первой русской революции, он должен был оставить службу.

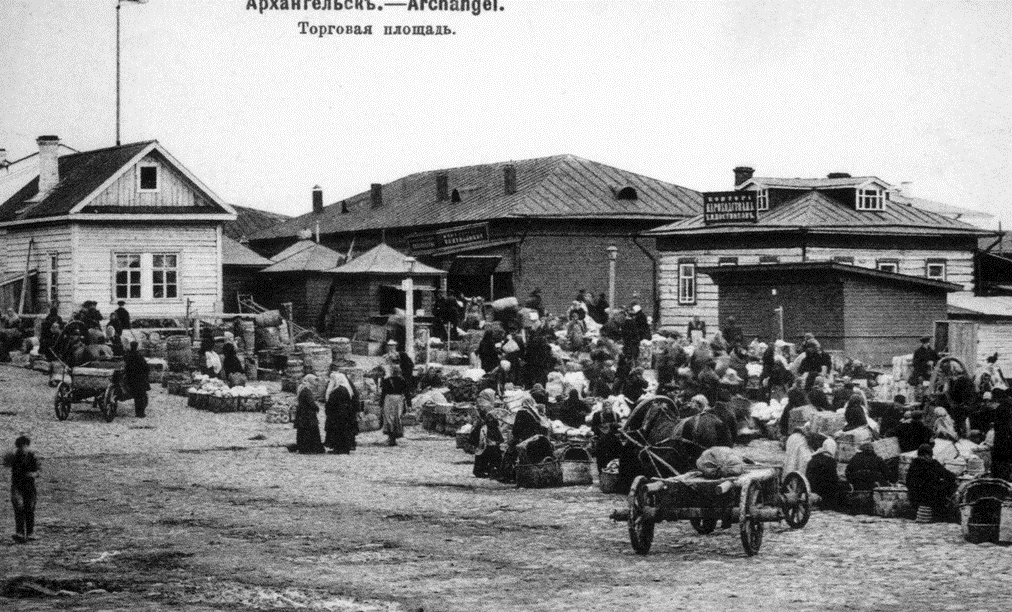
Архангельск в начале XX века

«По выбору от крестьян» Леванидов вошёл в состав землеустроительной комиссии и стал председателем церковно-приходского попечительства. Был сельским старостой и волостным судьей. До избрания в парламент, в 1909—1912 годах, состоял волостным старшиной. По свидетельству архангельского губернатора, Леванидов был «заурядным крестьянином, малоразвитым, правым».
Пётр Александрович занимался сельским хозяйством (имел надел около 5 десятин) и смолокурением — торговал смолой. Являлся доверенным артелей смолокуров своего округа.

### Депутат IV Думы
20 октября 1912 года П. Леванидов был избран в Четвёртую Государственную думу Российской империи от съезда уполномоченных от волостей Архангельской губернии.
Несмотря на мнение губернатора, в IV Думе Пётр Александрович вошёл во фракцию Конституционно-демократической партии. Он стал членом целого ряда думских комиссий: земельной, по делам православной церкви, об охоте, по народному образованию, по рыболовству, для рассмотрения законопроектов о замене сервитутов в Варшавском генерал-губернаторстве и в Холмской губернии, бюджетной, а также комиссии по местному самоуправлению.

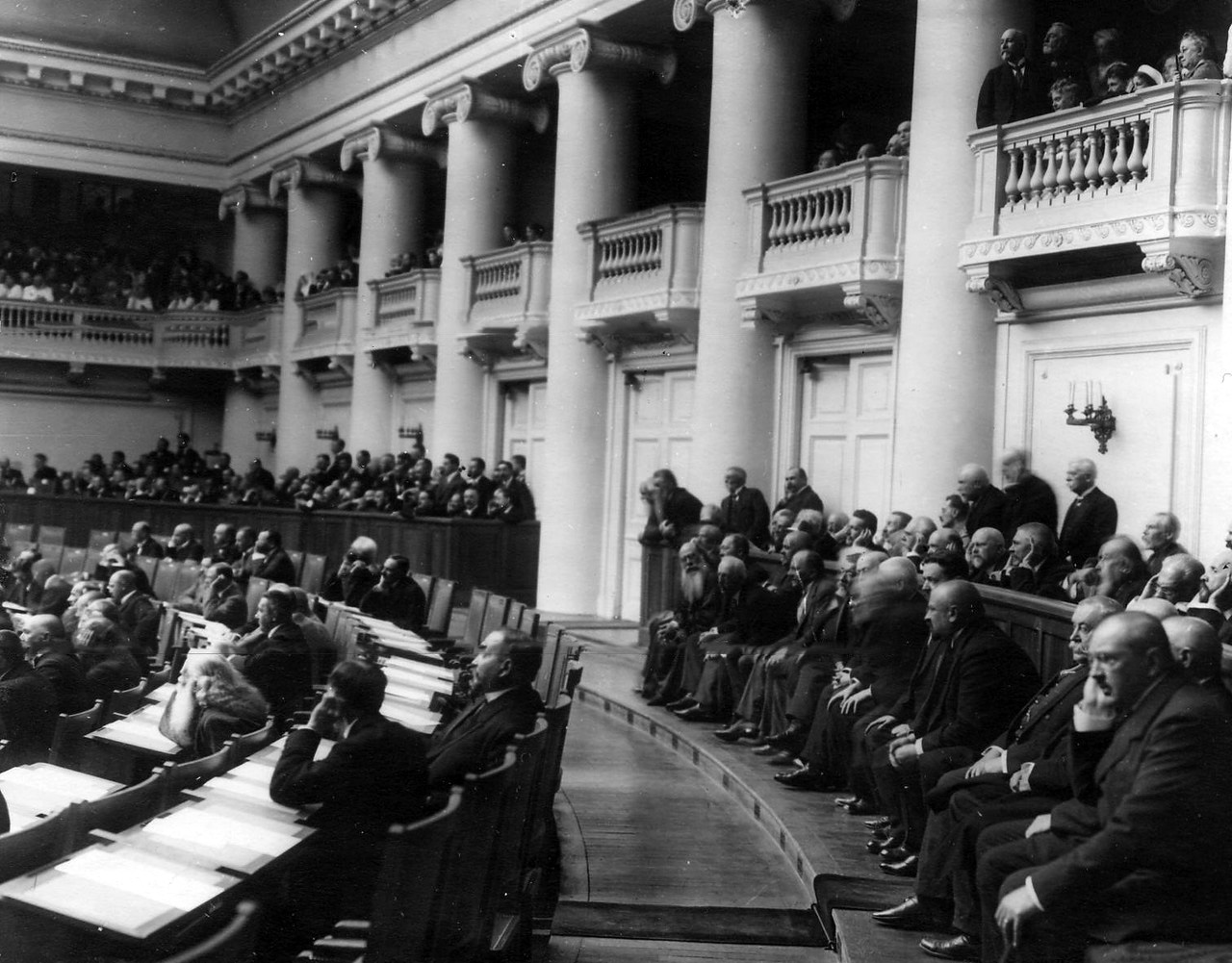
Четвертая Государственная Дума, 19 июля 1915 года

Леванидов выступал с думской трибуны по вопросам земельной реформы и местного самоуправления. Позже вошёл в состав Прогрессивного блока.

Леванидов негативно высказывался о ходе Столыпинской аграрной реформы. В июне 1913 года, протестуя против насилия, которым на практике сопровождалось её проведение, он утверждал: 
Правительство всё ещё держит нас, крестьян, в положении ребят, к которым ставят казённую [государственную] няньку, и без неё мы не можем даже вести хозяйство так, как мы хотим. Но мы заявляем, что мы уже выросли и в няньках не нуждаемся

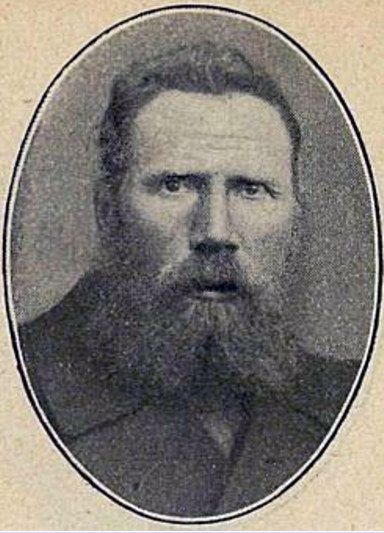
П. А. Леванидов в 1913 году

Поделившись с коллегами деталями о ходе реформы в северных губерниях Российской империи, Леванидов обозначил нововведённый порядок в деревенской общине «не землеустройством, а землерасстройством», утверждая, что «крестьяне не обогащаются, а разоряются в ходе проведения реформы». Он выступал решительно против основного и наиболее болезненного пункта Указа 1906 года: 
Мы считаем выход из общины с укреплением земли в личную [частную] собственность первым злом и насаждением в деревне кулаков, которые постепенно отберут землю у более слабых и выбросят их [деревенскую бедноту] на улицу
В 1915 году П. Леванидов, вместе с рядом видных земских деятелей, выступил в защиту проекта закона о волостном земстве: в предлагаемом проекте речь шла о том, чтобы крестьяне Империи получило полное равноправие. Предложение думских ораторов поддержал даже чиновник А. Н. Неверов, управляющий земским отделом в Министерстве внутренних дел (МВД). Подобный ход дискуссии вызвал раздражение у «правого деятеля» Н. Е. Маркова, заявившего, что во время мировой войны имеется масса существенно более важных дел, не позволяющих отвлекать сотрудников МВД «таким вздором».

### Комиссар Временного комитета Думы
После Февральской революции 1917 года Петр Александрович получил пост комиссара Временного комитета Государственной думы (ВКГД) и Временного правительства России в Архангельскую губернию. Уже в марте он объехал свою малую родину — Шенкурский уезд — с целью организации власти на местах: созвал уездный съезд крестьянских уполномоченных, прошедший с 25 по 26 марта. На этом съезде был создан орган местной власти — уездная народная управа, а сам Леванидов был избран её председателем.
В этот период Леванидов призывал устранять от управления представителей царской, дореволюционной власти. В результате, под давлением правительственных чиновников, в апреле 1917 года он был отозван Временным правительством назад, в Петроград. Однако, наперекор решению Временного комитета, он вскоре вновь выехал в родной Шенкурск.
На съезде уездных кооператоров П. Леванидов был избран в члены Шенкурского продовольственного комитета, а 22 мая, на первом заседании местного земельного комитета — председателем уездной земельной управы. 2 июня он известил председателя Госдумы Михаила Родзянко о сложении с себя депутатских полномочий по причине отсутствия возможности совмещать обязанности председателя управы с работой в парламенте.
После октября 1917 года Леванидов жил в Шенкурске. В конце января 1919 года он вместе с семьей перебрался в Архангельск. В советское время подвергался преследованиям со стороны большевистских властей: в 1921 году Пётра Александровича привлекали по делу о распространении антисоветской листовки — обошлось без ареста. Умер в 1937 году, похоронен на архангельском кладбище.

## Семья
На 1912 год Пётр Леванидов был женат; имел четверых детей, из них двоих сыновей:
- (старший) Яков Петрович Леванидов (1892—1918) — член Партии социалистов-революционеров, комиссар Временного правительства по Шенкурскому уезду (1917), председатель земской управы Архангельской губернии (с декабря 1917 по март 1918 года), расстрелян губернской ЧК.
- (младший) Иван Петрович Леванидов (1903—1984) — ученый-ихтиолог, участник Второй Мировой войны, заместитель директора Тихоокеанского НИИ рыбного хозяйства.